# Danh sách quốc gia có tên trùng với nhau
Đây là danh sách viết về các quốc gia có tên trùng với nhau.

## Châu Á
| Quốc gia                                         | Trùng nhau ở từ | Độc lập từ                                                   | Ghi chú |
| ------------------------------------------------ | --- | ------------------------------------------------------------ | --- |
| Bắc Triều Tiên Nam Triều Tiên                    | Korean trong tiếng Anh Các phận biệt trong tiếng Anh: Hàn Quốc nói là South Korea, Cộng hoà Dân chủ Nhân dân Triều Tiên nói là North Korea.                                                 | Đế quốc Nhật Bản                                             | Cộng hòa Dân chủ Nhân dân Triều Tiên và Đại Hàn Dân quốc nằm ở vùng Đông Á, vốn từng là một quốc gia cùng dân tộc, nhưng sau Chiến tranh Thế giới thứ 2, với sự can thiệp của Liên Xô và Hoa Kỳ, đã bị chia cắt thành hai miền, là Nam và Bắc và đỉnh cao là Chiến tranh Triều Tiên năm 1950 đến năm 1953 CHDCND Triều Tiên cai quản phần phía bắc bán đảo Triều Tiên theo chủ nghĩa cộng sản, thủ đô là Bình Nhưỡng, thường được gọi ngắn gọn là Triều Tiên, Bắc Hàn hoặc Bắc Triều Tiên. Đại Hàn Dân quốc cai quản phần phía nam theo chủ nghĩa tư bản, thủ đô là Seol, thường được gọi ngắn gọn là Hàn Quốc, Đại Hàn, Nam Hàn hoặc Nam Triều Tiên. Trong tiếng Việt thì sự phân biệt trong tên gọi khá rõ ràng nhưng trong tiếng Anh thì cả hai đều gọi là Korea. Do đó tiếng Anh thường dùng từ North Korea và South Korea để phân biệt 2 quốc gia này. |
| Trung Quốc Trung Hoa Dân Quốc                    | China và Taiwan không giống nhau Trùng nhau là ở tên đầy đủ ở tiếng Anh. Tên đầy đủ của Trung Quốc là People's Republic of China, còn Đài Loan là Republic of China (Có thể thêm từ Tawan). | Hà Lan Trung Quốc không rõ                                   | Tên gọi chính thức của Trung Quốc là Cộng hòa Nhân dân Trung Hoa, thủ đô là Bắc Kinh. Tên gọi chính thức của Đài Loan là Trung Hoa Dân quốc, thủ đô là Đài Bắc. Giống như Triều Tiên và Hàn Quốc, Trung Quốc và Đài Loan từng là một quốc gia một dân tộc và bị chia cắt vì ý thức hệ. Chính quyền Trung Hoa Dân quốc của Quốc dân Đảng từng cai quản toàn bộ lãnh thổ Trung Quốc. Nội chiến Trung Hoa bùng nổ từ 1927-1950 giữa 2 phe Quốc dân Đảng và Cộng sản Đảng . Phe Quốc dân thất bại và rút chạy ra đảo Đài Loan, phe Cộng sản chiến thắng và thành lập Cộng hòa Nhân dân Trung Hoa năm 1949, cai quản toàn bộ lãnh thổ Trung Quốc. Ngày nay cả 2 bên CHND Trung Hoa và Trung Hoa DQ đều tuyên bố mình là chính phủ hợp pháp duy nhất của Đại lục và từ chối công nhận lẫn nhau. Dù vậy phần lớn thế giới đều công nhận Cộng hoà Nhân dân Trung Hoa là Trung Quốc và gọi Trung Hoa Dân Quốc là Đài Loan. Hiện tại đang có phong trào kêu gọi đổi tên Trung Hoa Dân Quốc thành Cộng hoà Đài Loan |
| Ả Rập Xê Út Các tiểu vương quốc Ả Rập Thống nhất | Không rõ, có thế là ở từ "Ả Rập". | Vương quốc Liên hiệp Anh và Bắc Ireland Ả Rập Xê Út không rõ | |
| Síp Bắc Síp                                      | Cả tiếng Anh lẫn tiếng Việt giống Các phân biệt: Trong tiếng Anh, Síp được gọi là Cyprus, còn Bắc Síp là Northern Cyprus.                                                                   | Vương quốc Liên hiệp Anh và Bắc Ireland                      | Thủ đô của Bắc Síp là North Nicosia (Bắc Nicosia) cũng có thể thủ đô của Bắc Síp là Nicosia. |

## Châu Âu
| Tên quốc gia                                | Trùng nhau ở từ | Độc lập | Ghi chú |
| ------------------------------------------- | --- | --- | --- |
| Ireland Bắc Ireland                         | Ireland | Ireland độc lập từ Vương quốc Liên hiệp Anh và Bắc Ireland, còn Bắc Ireland là quốc gia cấu thành Vương quốc Liên hiệp Anh và Bắc Ireland. | Cộng hòa Ireland, gọi ngắn gọn là Ireland, là một quốc gia độc lập, thủ đô là Dublin, ngôn ngữ chính là tiếng Anh và tiếng Ireland Bắc Ireland thuộc Vương quốc Liên hiệp Anh và Bắc Ireland, gọi ngắn gọn là Bắc Ireland, là một trong 4 quốc gia cấu thành Vương quốc Liên hiệp Anh và Bắc Ireland, thủ đô là Belfast, ngôn ngữ chính là tiếng Anh, tiếng Ireland và tiếng Scots Ulster. Ireland và Bắc Ireland cùng nằm trên Đảo Ireland phía bắc Đại Tây Dương thuộc vùng Tây Âu. Cả 2 có đường biên giới chung và một lịch sử đấu tranh đẫm máu. Từ năm 1801 toàn bộ Đảo Ireland bị sát nhập vào Vương quốc Anh. Phong trào đấu tranh giành độc lập của nhân dân Ireland bùng nổ. Người dân Ireland cũng bị chia rẽ trầm trọng với 26 hạt phía nam tuyên bố độc lập và 6 hạt phía bắc tuyên bố trung thành với Vương quốc Liên hiệp Anh và Bắc Ireland. Đỉnh điểm là Chiến tranh Anh-Ireland từ 1919-1921 và Nội chiến Ireland từ 1922-1923. Sau chiến tranh, Cộng hoà Ireland chính thức được công nhận độc lập và Bắc Ireland được sát nhập vào Vương quốc Anh. |
| Vương quốc Liên hiệp Anh và Bắc Ireland Anh | Cả hai ngôn ngữ giống nhau. Các phân biệt: Vương quốc Liên hiệp Anh và Bắc Ireland được nói trong tiếng Anh chuẩn là: United Kingdom of Great Britain and Northern Ireland, viết tắt là UK, còn Anh là England. | Vương quốc Liên hiệp Anh và Bắc Ireland chưa phải thuộc địa của quốc gia nào. Anh là quốc gia cấu thành                                    | Cả hai đều có thủ đô, ngôn ngữ chính thức, đơn vị tiền tệ, tiền miền Internet, mã điện thoại... đều giống nhau. |
| Slovenia Slovakia                           | Không rõ, có thể là từ "Sloven". | Slovakia độc lập từ Tiệp Khắc Slovenia độc lập từ Nam Tư                                                                                   | |

## Châu Mỹ
| Tên quốc gia               | Trùng nhau ở từ | Độc lập từ                                                                                                  | Ghi chú |
| -------------------------- | --- | --- | --- |
| Dominica Cộng hòa Dominica | Dominica Cách phân biệt: Cộng hoà Dominica thường được gọi là Cộng hoà Dominicana, còn Dominica thì chỉ gọi bằng tên Dominica. Cộng hoà Dominica phát âm là do-MEE-nee-cuh, còn Dominica là do-mee-NEE-cuh.                                                        | Vương quốc Liên hiệp Anh và Bắc Ireland Cộng hoà Dominica: Tây Ban Nha                                      | Cộng hòa Dominica nằm giáp ranh với Haiti, thủ đô là Santo Domingo. Thịnh vượng chung Dominica là một đảo quốc riêng biệt, thủ đô là Roseau. Cả hai nằm gần nhau trên Biển Caribê thuộc khu vực Trung Mỹ. Nhưng đừng quá lo lắng vì 2 quốc gia vẫn có sự khác biệt rõ ràng trong văn hóa. Công hoà Dominica từng là thuộc địa của Tây Ban Nha nên ngôn ngữ chính là tiếng Tây Ban Nha, còn Thịnh vượng chung Dominica từng bị Pháp và Anh cai trị nên ngôn ngữ chính là tiếng Anh. |
| Hoa Kỳ Châu Mỹ             | Trong tiếng Anh thì tất cả đều gọi là "America" Trong tiếng Việt, nhiều người dân Việt Nam gọi là Mỹ, đến cả châu lục này cũng gọi là châu Mỹ. Cách phân biệt: Tiếng Anh, Mỹ thì gọi là America, nhưng Hoa Kỳ thì gọi là US hoặc USA. Châu Mỹ thì gọi là Americas. | Châu Mỹ là môt châu lục Hoa Kỳ độc lập từ Đế quốc Anh                                                       | |
| Guyana Guiana thuộc Pháp   | Guyana Các phân biệt: Guyana có chữ y dài, còn Guiana thuộc Pháp thì i ngắn. | Guiana thuộc Pháp là một trnh hải ngoại của Pháp. Guyana độc lập từ Vương quốc Liên hiệp Anh và Bắc Ireland | |

## Châu Phi
| Tên quốc gia                        | Trùng nhau ở từ | Độc lập từ | Ghi chú |
| ----------------------------------- | --- | --- | --- |
| Congo-Brazzaville Congo-Kinshasa    | Congo Cách phân biệt: 1. Cả hai quốc gia này đều có thủ đô, thế nên, để tránh dễ nhầm lẫn thì người ta dùng thủ của tên quốc gia chèn vào đằng 2. Mọi người có thể dùng tên đầy đủ của hai quốc gia này. 3. Congo-Brazzaville cũng thường được gọi là Congo, còn Congo-Kinshasa thì gọi bằng tên chính thức. | Congo-Kinshasa bị Bỉ cai trị Congo-Brazzaville bị Pháp cai trị                                                                   | Cộng hòa Congo diện tích khá nhỏ, đôi khi còn được gọi là Congo-Brazzavill. Cộng hòa Dân chủ Congo diện tích lớn hơn hẳn, gấp gần 7 lần Cộng hoà Congo, đôi khi còn được gọi là Congo-Kinshasa để phân biệt. Cả hai quốc gia cùng nằm ở vùng Trung Phi và giáp biên giới với nhau nên càng dễ nhầm lẫn! Cộng hoà Congo từng là thuộc địa của Pháp còn Cộng hoà Dân chủ Congo từng bị Bỉ cai trị. Cả 2 quốc gia đều dùng tiếng Pháp là ngôn ngữ chính. |
| Guinea Guiné-Bissau Guinea Xích Đạo | Guinea Riêng Guiné-Bissau thì không có chữ "a" và thay bằng chữ "é" Cách phân biệt: Guinea thì chỉ có dòng chữ ghi "Guinea". Guiné-Bissau cũng được gọi là Gunea-Bissau. Có lẽ là trước đó, Guiné-Bissau độc lập thế nên có tên là Guinea hoặc Guinea, chắc là sau khi biết được có một quốc gia tên là Guinea. Sau đó, người dân Guiné-Bissau đã đổi tên thành Guinea-Bissau hoặc Guiné-Bissau. Guinea Xích Đạo phân biệt khá dễ, Guinea Xích Đạo chỉ có dòng chữ "Xích Đạo" là mọi người biết ngay là Guinea Xích Đạo. | Guinea từng bị Pháp cai trị Guiné-Bissau từng bị Bồ Đào Nha cai trị Guinea Xích Đạo từng bị Tiếng Tây Ban Nha cai trị            | Cộng hòa Guinea nằm ở vùng Tây Phi, thủ đô là Conakry, còn được gọi là Guinea-Conakry để dễ phân biệt, ngôn ngữ chính là tiếng Pháp. Cộng hòa Guinea-Bissau cũng ở vùng Tây Phi, thủ đô là Bissau, ngôn ngữ chính là tiếng Bồ Đào Nha. Cộng hòa Guinea Xích Đạo nằm ở vùng Trung Phi, thủ đô là Malabo, ngôn ngữ chính là tiếng Tây Ban Nha. Cả ba quốc gia có sự khác biệt trong văn hóa và ngôn ngữ khá rõ rệt vì bị cai trị bởi các cường quốc khác nhau. Các cường quốc từng đô hộ Guinea-Conakry là Pháp và Guinea-Bissau là Bồ Đào Nha, Guinea Xích Đạo là Tây Ban Nha. |
| Somalia Somaliland                  | Somali Somaliland là một quốc gia tự tuyên bố độc lập, còn Somalia thì một quốc gia có chủ quyền. Các phân biệt: Tên của Somaliland bắt đầu bằng chữ "Somali" và cuối cùng là "land". Somalia thì bắt đầu bằng chữ "Somali" và cuối cùng là "a". Cả hai quốc gia này đề có tên khác nhau, nhưng giống nhau ở âm đầu và khác nhau ở âm cuối. Somaliland tên thật là Cộng hoà Somalilang, còn Somalia thì tên thật là Cộng hoà Liên bang Somalia. Cả hai quốc gia đều có tên đầy đủ khác nhau.                             | Somaliland là một nhà nước tự tuyên bố độc lập. Somalia độc lập từ Anh vàÝ.                                                      | Cộng hoà Liên bang Somalia nằm ở vùng Động Phi, thủ đô là Mogadisu, ngôn ngữ chính thức là tiếng Ả Rập và tiếng Somali. Cộng hoà Somaliland là một quốc gia tự tuyên bố độc lập, song được quốc tế công nhận, thủ đô là Hargeysa, ngôn ngữ chính thức là tiếng Ả Rập và tiếng Somali. Chính phủ Somaliland tự xác định mình là quốc gia kế thừa của lãnh thổ bảo hộ Somaliland thuộc Anh. |
| Sudan Nam Sudan                     | Sudan | Sudan độc lập từ Sudan thuộc Anh-Ai Cập do Vương quốc Liên hiệp Anh và Bắc Ireland và Ai Cập cai trị. Nam Sudan độc lập từ Sudan | Cộng hoà Sudan nằm ở vùng Bắc Phi, thủ đô là Khartoum, ngôn ngữ chính thức là tiếng Ả Rập. Cộng hoà Nam Sudan, thủ đô là Juba, ngôn ngữ chính thức là tiếng Anh. |
| Mauritius Mauritania                | Mauritia Các phân biệt: Mauritius cuối âm có dòng chữ "tius", còn Mauritiana là "ana". | Mauritius không rõ. Mauritiana độc lập từ Pháp                                                                                   | |

## Châu Đại Dương
| Tên quốc gia                                       | Trùng nhau ở từ       | Độc lập từ | Ghi chú |
| -------------------------------------------------- | --------------------- | --- | --- |
| Samoa Samoa thuộc Mỹ                               | Samoa                 | Samoa độc lập từ New Zealand Samoa thuộc Mỹ là một lãnh thổ hải ngoại chưa hợp nhất của Hoa Kỳ                                                              | Nhà nước Độc lập Samoa, gọi tắt là Samoa hoặc Tây Samoa, là một quốc gia độc lập, thủ đô là Apia. Lãnh thổ Samoa thuộc Mỹ, gọi tắt là Samoa thuộc Mỹ, là vùng quốc hải chưa hợp nhất của Hoa Kỳ, thủ đô là Pago Pago. Cả hai đều nằm ở phía nam Thái Bình Dương, thuộc Châu Đại Dương và ngay sát nhau! Điều này gây không ít rắc rối cho những du khách mới đặt chân đến đây! Cả 2 quốc gia cùng thuộc Quần đảo Samoa, trong đó lãnh thổ Samoa lớn hơn nhiều so với Samoa thuộc Mỹ (2842 km2 so với 199 km2). Vào khoảng cuối thế kỷ 19 và đầu thế kỷ 20, Anh, Mỹ và Đức cùng tranh giành quyền cai trị quần đảo. Phía Tây quần đảo Samoa trở thành thuộc địa của Đức còn phía Đông thuộc về Mỹ. Sau Chiến tranh Thế giới thứ 1 thì Tây Samoa bị New Zealand cai trị. Phong trào đấu tranh giành độc lập của nhân dân Samoa diễn ra sôi nổi và năm 1962 Tây Samoa trở thành quốc gia độc lập. |
| Quần đảo Virgin thuộc Anh Quần đảo Virgin thuộc Mỹ | Quần đảo Virgin thuộc | Quần đảo Virgin thuộc Anh là lãnh thổ hải ngoại của Vương quốc Liên hiệp Anh và Bắc Ireland. Quần đảo Virgin thuộc Mỹ là lãnh thổ chưa hợp nhất của Hoa Kỳ. | |